# Inermicosta
Inermicosta là một chi ốc biển, là động vật thân mềm chân bụng sống ở biển thuộc họ Muricidae, họ ốc gai.

## Các loài
Các loài thuộc chi Inermicosta bao gồm:
- Inermicosta inermicosta (Vokes, 1964)[2]